# اعصاب انگشتی مخصوص کف‌دستی عصب مدین
اعصاب انگشتی مخصوص کف‌دستی عصب مدین (انگلیسی: Proper palmar digital nerves of median nerve)
- عصب مدین (median nerve) پس از عبور از زیر رتیناکولوم فلکسور (Flexor retinaculum) یا لیگامان عرضی مچ‌دستی (transverse carpal ligament) به دو شاخه لترال و مدیال تقسیم می‌گردد.

شاخه لاترال یا خارجی (lateral portion) که کوچک‌تر است خود به چند شاخه تقسیم می‌گردد:
ابتدا شاخه‌هایی به عضلات ناحیه تنار می‌دهد.
سپس دو شاخه به عنوان اعصاب مخصوص کف‌دستی (proper digital nerves) انگشت شست از آن جدا می‌شود و در دو طرف انگشت شست حرکت می‌کنند و دو سوی شست را عصب‌دهی می‌کند.
یک شاخه به نام شاخه مخصوص کف دستی (proper digital nerves) انگشت سبابه نیز از آن جدا می‌شود که در سمت رادیال انگشت ایندکس (index) یا سبابه یا همان انگشت دوم حرکت می‌کند. همین شاخه به عضله لومبریکال (Lumbricalis) اول نیز عصب می‌دهد.
شاخه داخلی (medial portion) که بزرگ‌تر است نیز به چند شاخه تقسیم می‌گردد:
عصب مشترک انگشتی کف‌دستی (Common palmar digital nerves) یا (common volar digital nerves) که در فضای بین‌استخوانی دوم به طرف دیستال می‌رود و پس از رسیدن به وب دوم به دو شاخه انگشتی مخصوص کف‌دستی (proper digital nerves) تقسیم می‌گردد یکی از آنها به سمت مدیال انگشت سبابه و دیگری در سمت لترال انگشت سوم حرکت می‌کند و به آنها از حد عصب‌دهی می‌کند. از همین شاخه یک شاخه برای عضله لومبریکال (Lumbricalis) دوم نیز جدا می‌شود.
عصب انگشتی مشترک کف‌دستی (Common palmar digital nerves) بعدی شاخه دیگری است که در فضای بین استخوانی سوم به طرف به دیستال حرکت کرده و خود به دو شاخه انگشتی مخصوص کف دستی تقسیم می‌گردد که یکی از آنها سمت مدیال انگشت سوم و دیگری سمت لترال انگشت چهارم را عصب‌دهی می‌کنند. از همین شاخه یک شاخه برای عضله لومبریکال سوم نیز جدا می‌شود.
- عصب اولنا(ulnar nerve) نیز پس از ورود به کف دست به دو شاخه تقسیم می‌گردد:

شاخه عصب انگشتی مخصوص کف‌دستی (proper digital nerves) که به لترال انگشت پنجم عصب می‌دهد.
شاخه مشترک انگشتی کف‌دستی (Common palmar digital nerves) که در فضای بین استخوانی چهارم به طرف دیستال می‌رود و پس از رسیدن به وب چهارم به دو شاخه مخصوص انگشتی کف دستی تقسیم می‌گردد که یکی از آنها به مدیال انگشت پنجم و دیگری به لترال انگشت چهارم عصب رسانی می‌کند.